# Psilothrix viridicoerulea
L'escarabat verd o escarabat malaquita (Psilothrix viridicoerulea) és una espècie de coleòpter de la família dels melírids, molt comú en els nostres camps des de l'inici de la primavera i l'aparició de les primeres flors (ranunculàcies, asteràcies i brassicàcies).

## Etimologia
- Psilothrix: mot grec compost per ψιλός (psilo, nu, suau)[2] i θρίξ (thrix, pèl),[3] que significa amb pèls suaus, com els que recobreixen el seu tegument.
- viridicoerulea: mot llatí que significa verd blavós, en referència al color del seu exoesquelet.[4]

## Descripció
És un coleòpter xicotet d'entre 6 i 9 mm de llargària, de cos allargat i aspecte esvelt, és inconfusible el seu color verd metal·litzat amb brillantors blavoses. En els seus èlitres no s'observen estries, però apareixen lleugerament puntuats (microperforats) igual que el seu pronot. La resta de l'abdomen, cap i potes estan coberts d'una pilositat o pubescència fosca, hirsuta i curta. Al final de les seues potes, el tars té cinc articulacions fàcilment distingibles. Els seus ulls compostos són relativament grans i arredonits, amb antenes curtes i finament dentades. La seua cara és aplanada, sobreeixint el seu aparell mastegador en forma característica com "de morro".

## Biologia
Les larves inicialment s'alimenten d'insectes morts trobats en terra, i després es converteixen fitòfags, fent galeries a les tiges d'herbes anuals grans (Ferula, Magydaris, Carlina, Cirsium, etc.), busquen plantes amb una medul·la prou gran com per a que aguanten vives tot el seu cicle complet. La metamorfosi es produeix a finals de l'hivern dins de la mateixa tija (quan la planta és morta i la tija no pot romandre vertical) i, eventualment, els adults abandonen la pupa a principis de la primavera en fer un forat oval als teixits morts de la tija.
Els adults es troben sobre flors fonamentalment de la família de les asteràcies, si bé poden veure's també en brassicàcies o qualsevol altra flor groga, per les quals senten especial predilecció (ranuncles, dent de lleó, etc.). És corrent observar un nombre elevat d'individus per zones, copant la floració del moment. El més normal és observar un exemplar per capítol floral, però no és estrany trobar-los per parelles.
S'alimenten bàsicament de pol·len i nèctar, encara que esporàdicament poden capturar insectes diminuts que troben en les seues visites florals. Apareixen amb les primeres flors (març-abril) i poden observar-se fins a ben entrat l'estiu.

## Hàbitat i distribució
Habita en prats florits, marges de cultius, sòls oberts i secs, vores de camins, terrenys sense cultivar, pastures i matollars. Bàsicament, allà on hi haja flors grogues. La seua distribució és paleàrtica, comprèn Europa sud-occidental, nord d'Àfrica i est de Turquia.

## Galeria

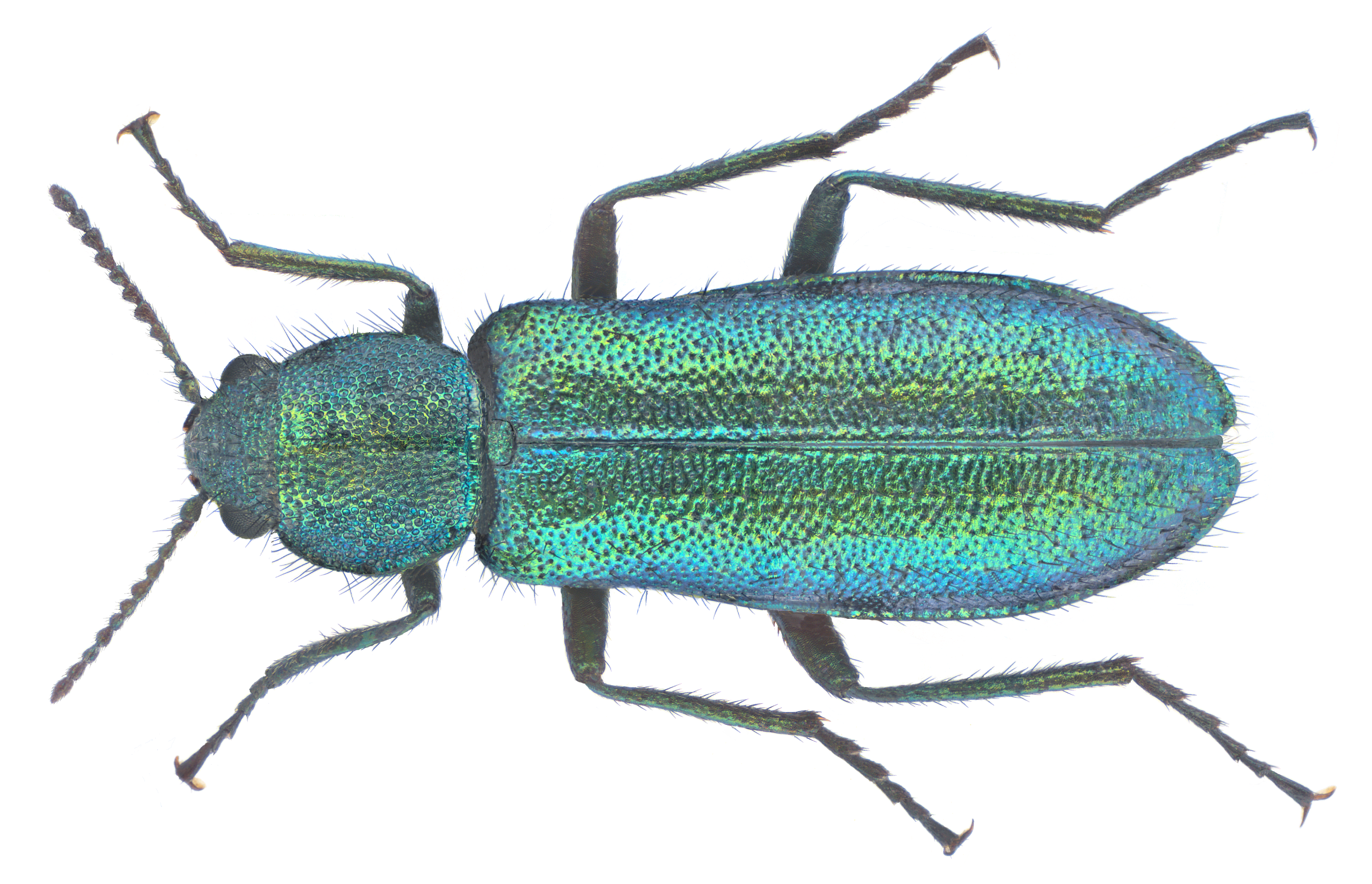
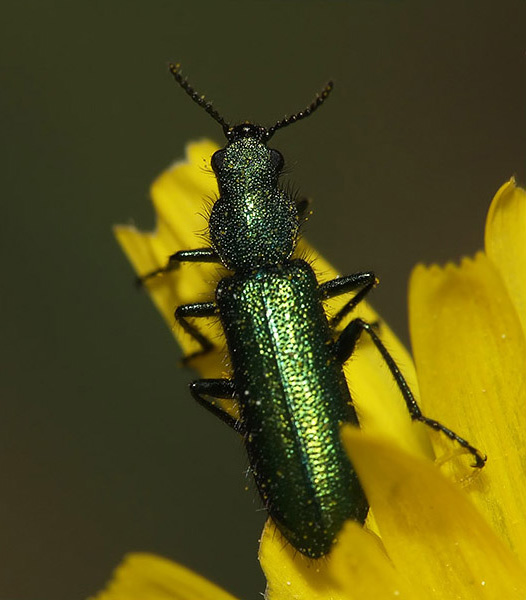
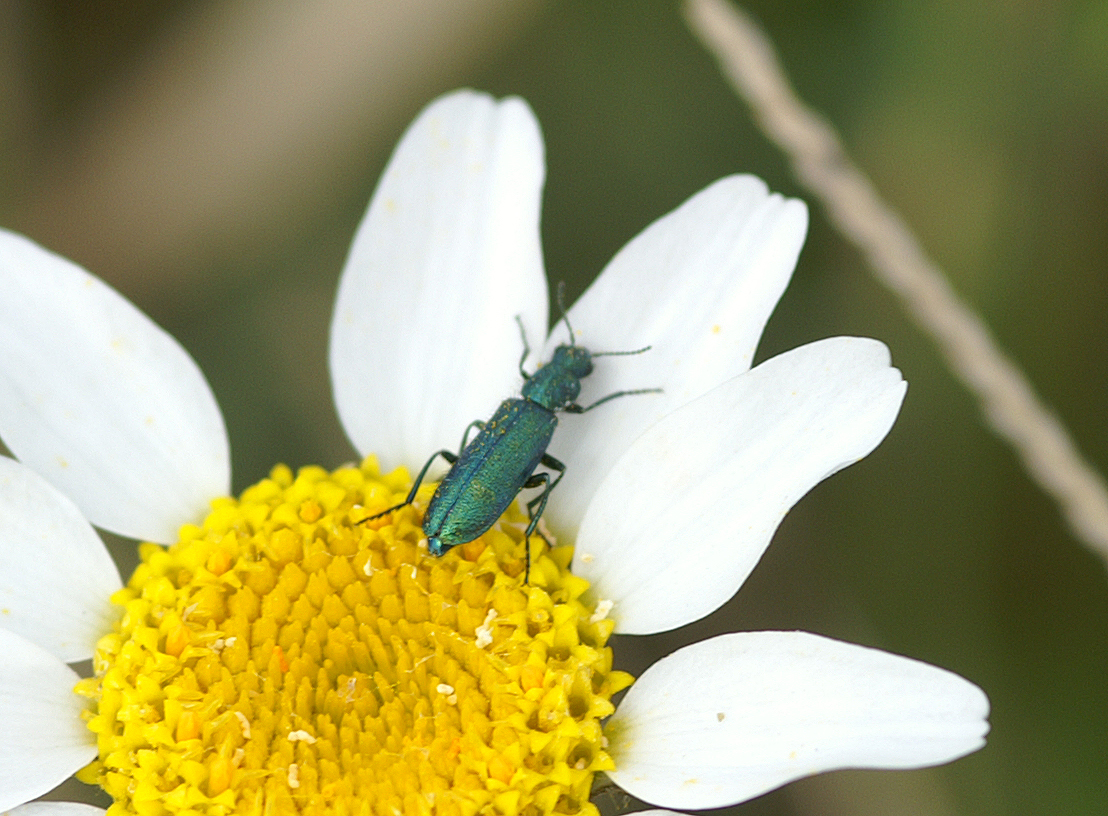
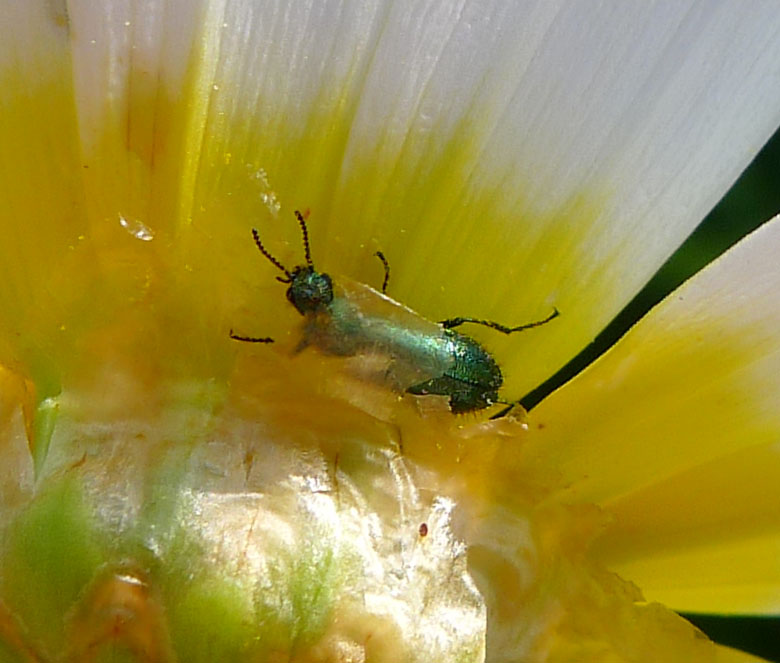
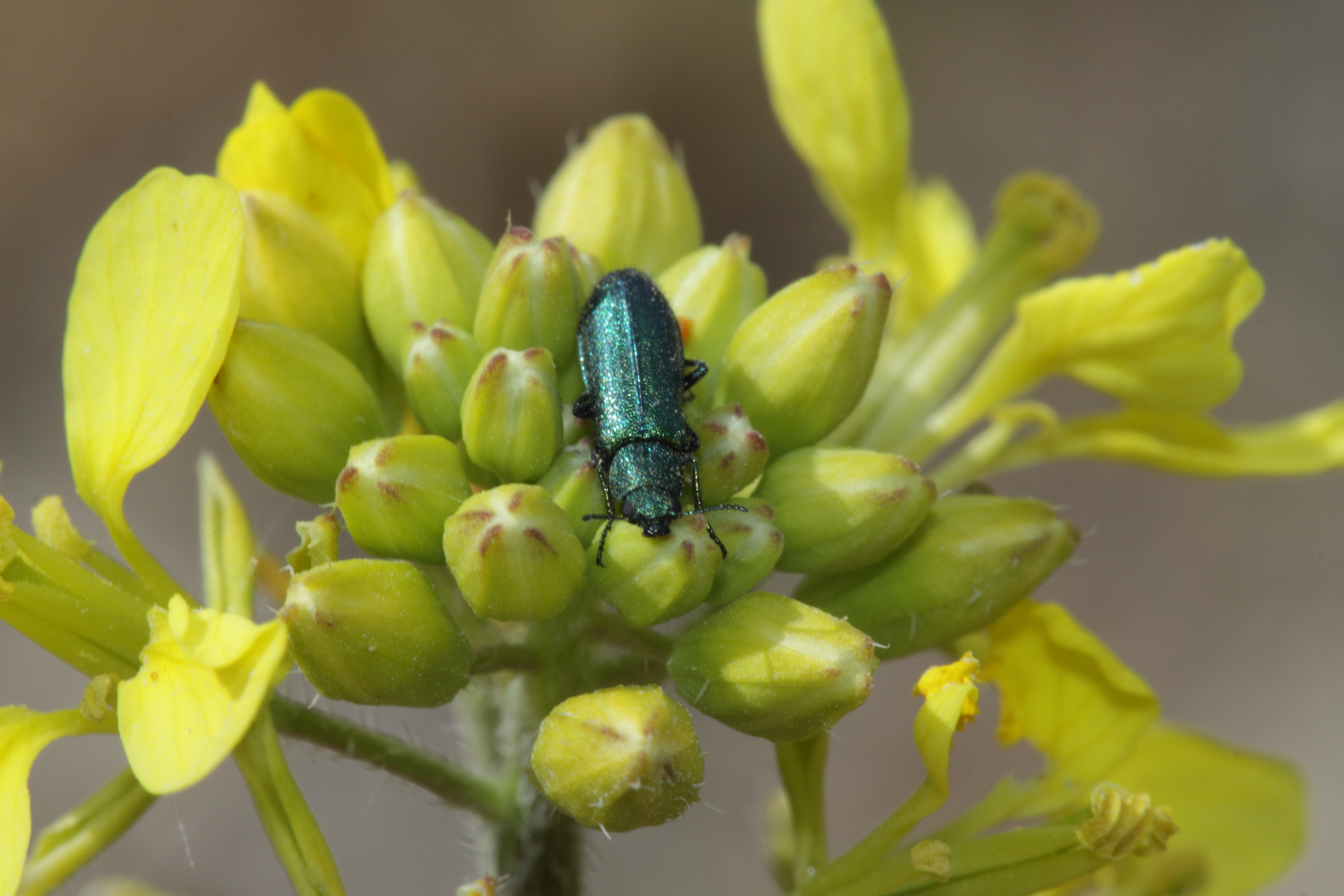
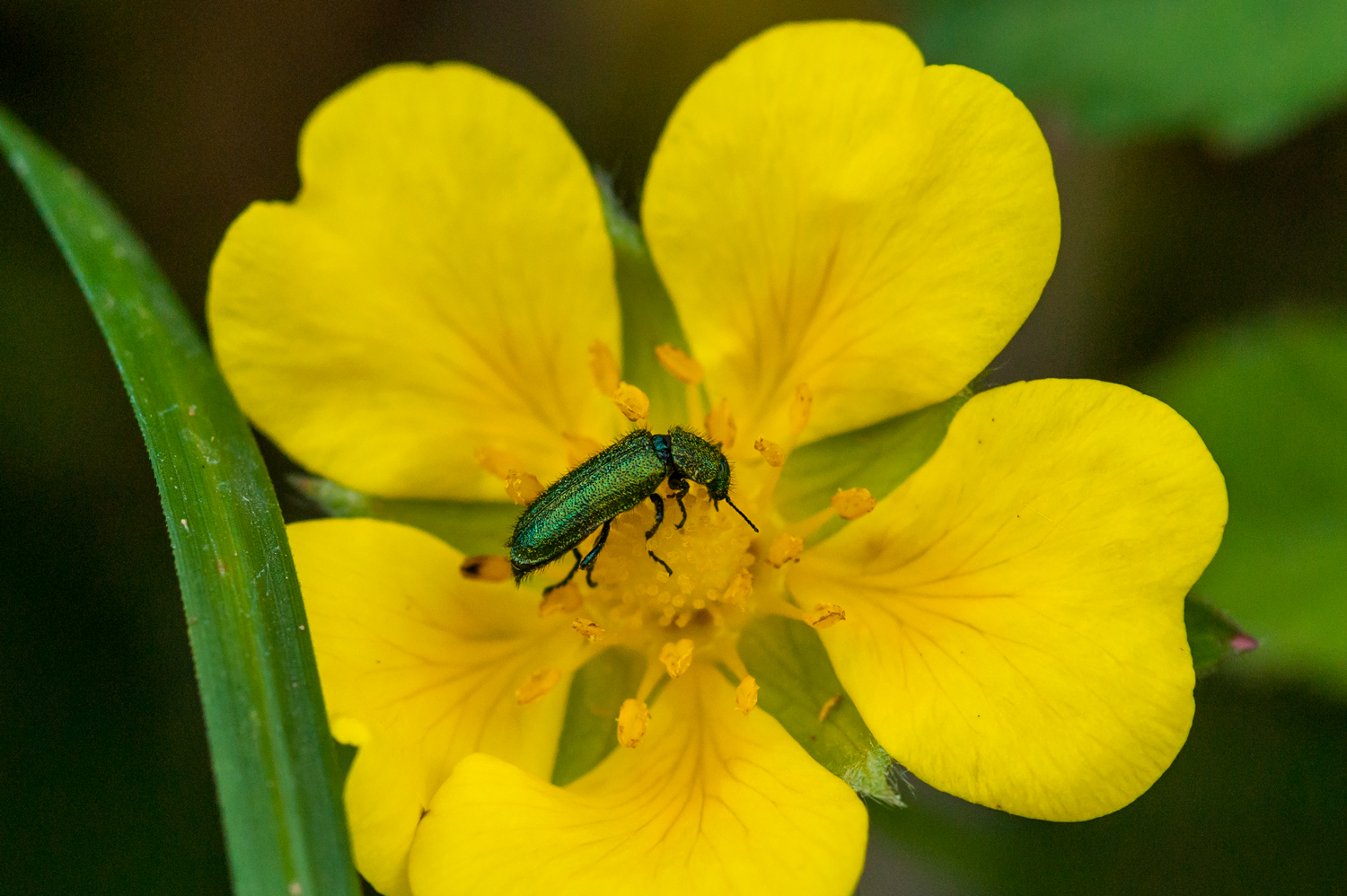
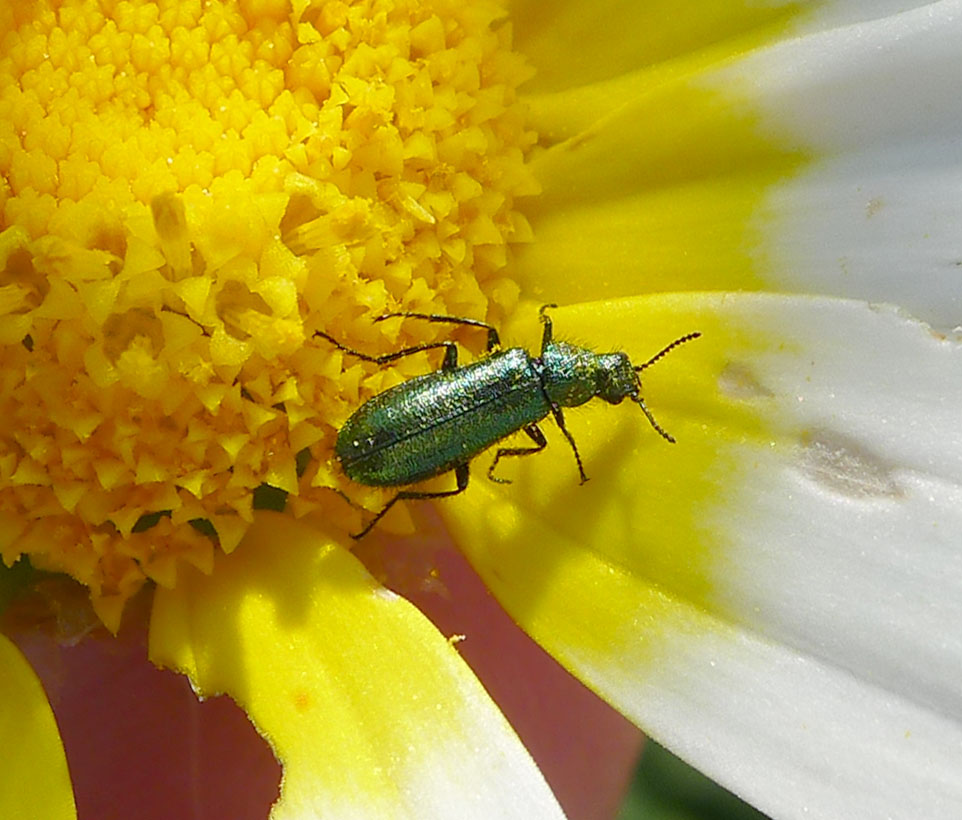
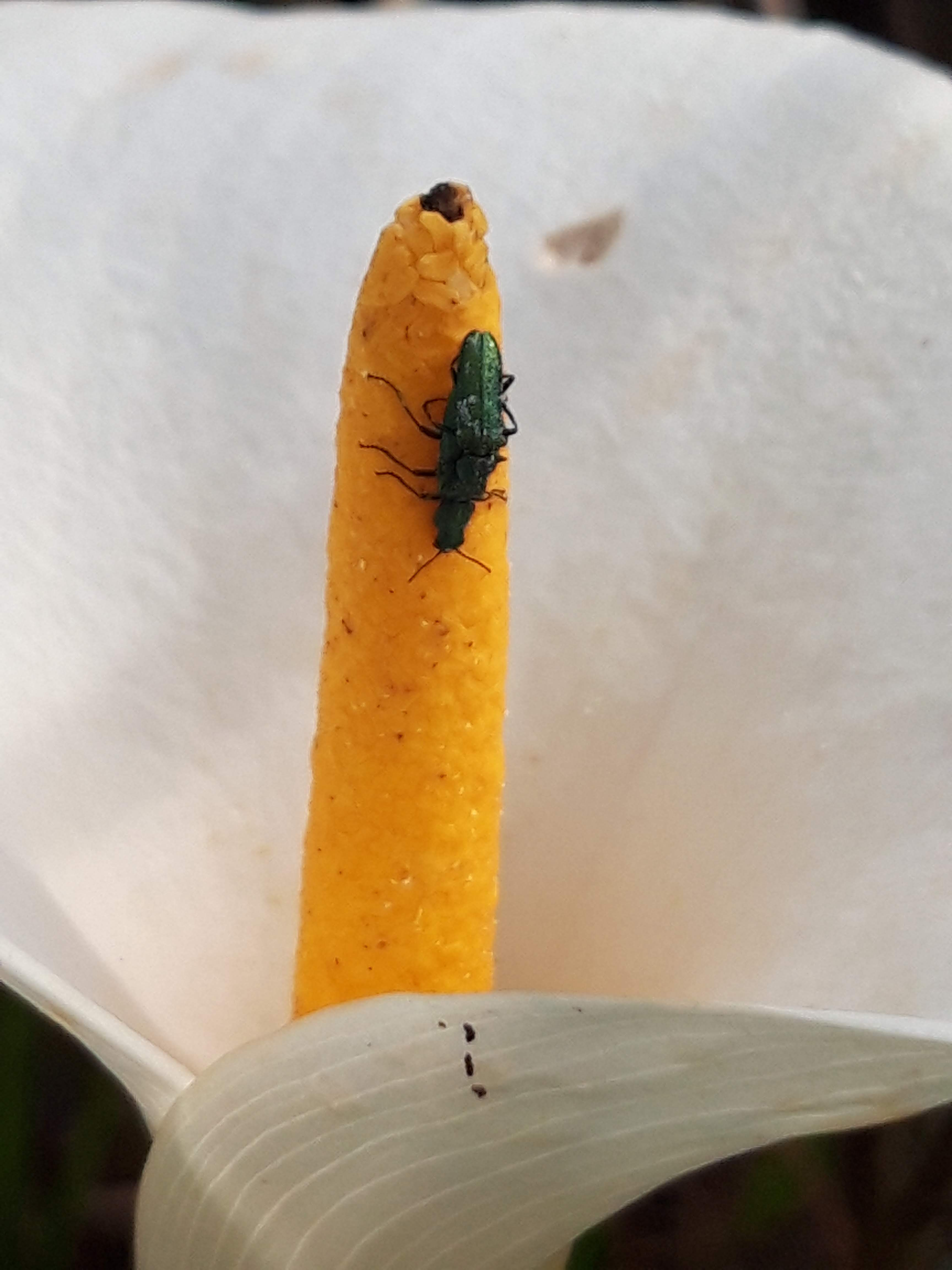